# 圍村
圍村指由石牆包圍的傳統中國村落，用以防禦仇敵、盜寇和猛獸。圍村常見於珠江三角洲，住在村落裏的多是一個家族。

## 分佈
香港的圍村多分佈在新界。

## 深圳圍村
深圳原居民的代稱，有客家，與本地（圍頭）兩個民系

## 參看
- 香港圍村